# 27. maj
27. maj er dag 147 i året i den gregorianske kalender (dag 148 i skudår). Der er 218 dage tilbage af året.
Lucians dag. En from kristen, som blev forfulgt og led martyrdøden ved Sortehavet i byen Tomi omkring år 200.

### Begivenheder
Født - Dødsfald
- 1660 - Ved Freden i København afsluttes den anden og sidste Karl Gustav-krig og Danmark-Norge bekræfter at afgive Skåne, Halland, Blekinge og Bohuslen til Sverige, men får til gengæld Bornholm og Trondhjems len tilbage som var afgivet i 1658 ved Freden i Roskilde.
- 1703 - Byen Sankt Petersborg i Rusland grundlægges af zar Peter den Store.
- 1883 - Alexander 3. krones som zar af Rusland.
- 1892 - Danmark sætter varmerekord i maj med 32,8 °C målt i Herning
- 1895 - Oscar Wilde idømmes fængselsstraf for sodomi.
- 1919 - Kaptajnløjtnant Albert Cushing Read og hans besætning på fem mand flyver som de første over Atlanterhavet. Turen startede 16. maj i Trepassey Harbor i Canada og gik via Azorerne til Lissabon i Portugal.
- 1930 - Chrysler Building i New York City åbnes for offentligheden. Det er det højeste bygningsværk i samtiden.
- 1937 - Golden Gate broen i San Francisco bliver indviet og er med sine 1.280 meters spænd den hidtil længste hængebro.
- 1939 - Batman-figuren optræder for første gang i en tegneserie.
- 1941 - Det tyske slagskib Bismarck sænkes af englænderne 500 sømil vest for Brest i Frankrig. Kun cirka 115 af de 2.300 mand om bord blev reddet.
- 1942 - Tjekkiske modstandsfolk sårer den tyske rigsprotektor og SS-leder Reinhard Heydrich dødeligt.
- 1963 - Bob Dylan udgiver albummet The Freewheelin' Bob Dylan med blandt andet Blowin' in the Wind.
- 1964 - Statens Kunstfond vedtages i Folketinget.
- 1978 - 5 bevæbnede kvinder befrier den 34-årige Baader Meinhof terrorist Till Meyer i det velbevogtede Moabit-fængsel i Vestberlin.
- 1986 - 26 bliver kvæstet, da to af DSB's færger på Storebælt, Sprogø og Romsø kolliderer ved indsejlingen til Halsskov.
- 1986 - Englænderen Graham Coates fra Brighton bliver befriet fra en elevator efter at have siddet fast i 62 timer. Det er det længste ufrivillige ophold i en elevator, man kender til.
- 1987 - 24 mennesker kommer til skade, da to S-tog kolliderer i en jernbanetunnel mellem Østerport Station og Nørreport Station i København.
- 1993 - 6 bliver dræbt og uvurderlige kunstskatte beskadiget, da en bilbombe eksploderer i det centrale Firenze i Italien.
- 1994 - I en reaktor på Princeton University skaber man kunstigt en temperatur på 510 millioner grader celsius, den højeste temperatur mennesket hidtil har frembragt.
- 1994   - Den sovjetiske dissident Aleksandr Isajevitj Solsjenitsyn vender tilbage til Rusland efter over tyve års eksil i USA.
- 1996 - Ruslands præsident, Boris Jeltsin, og den tjetjenske oprørsleder, Selimkhan Jandarbijev, underskriver i Moskva en våbenhvileaftale.
- 2012 - Mads Mikkelsen vinder ved filmfestivalen i Cannes prisen for bedste mandlige hovedrolle for sin medvirken i Thomas Vinterbergs film Jagten.

### Født
- 1626 - Vilhelm 2., nederlandsk statholder (død 1650).
- 1837 - Wild Bill Hickok, amerikansk revolvermand (død 1876).
- 1860 - Margrethe Munthe, norsk forfatter (død 1931).
- 1878 - Isadora Duncan, amerikansk danser (død 1928).
- 1894 - Céline, fransk forfatter (død 1961).
- 1894   - Dashiell Hammett, amerikansk forfatter (død 1961).
- 1907 - Rachel Carson, amerikansk marinbiolog og miljøforkæmper (død 1964).
- 1909 - Dolores Hope, amerikansk sangerinde (død 2011).
- 1911 - Hubert Humphrey, amerikansk politiker og vicepræsident (død 1978).
- 1911   - Vincent Price, amerikansk skuespiller (død 1993).
- 1915 - Herman Wouk, amerikansk forfatter (død 2019).
- 1918 - Nakasone Yasuhiro, japansk politiker (død 2019).
- 1920 - Vilhelm Wohlert, dansk arkitekt (død 2007).
- 1922 - Christopher Lee, engelsk skuespiller (død 2015).
- 1923 - Henry Kissinger, amerikansk politiker og modtager af Nobels fredspris (død 2023).
- 1928 - Tage Kaarsted, dansk historiker (død 1994).
- 1935 - Achim Stocker, tysk fodbold formand (død 2009).
- 1936 - Louis Gosset Jr., amerikansk skuespiller (død 2024).
- 1940 - Stig Hoffmeyer, dansk skuespiller (død 2022).
- 1946 - Niels-Henning Ørsted Pedersen, dansk bassist (død 2005).
- 1958 - Michael Dyrby, dansk tv-nyhedschef.
- 1967 - Paul Gascoigne, engelsk fodboldspiller.
- 1968 - Niels Lyngsø, dansk digter.
- 1970 - Michele Bartoli, italiensk cykelrytter.
- 1971 - Paul Bettany, engelsk skuespiller.
- 1972 - Eskild Ebbesen, dansk roer.
- 1975 - Jamie Oliver, engelsk kok og forfatter.
- 1981 - Johan Elmander, svensk fodboldspiller.

### Dødsfald
- 1564 - Jean Calvin, fransk religiøs reformator (født 1509).
- 1762 - Alexander Gottlieb Baumgarten, tysk filosof (født 1714).
- 1770 - Sophie Magdalene, tyskfødt dansk dronning til Christian 6. (født 1700).
- 1840 - Niccolò Paganini, italiensk violinvirtuos og komponist (født 1782).
- 1884 - Vilhelm August Borgen, dansk skolemand, politiker og minister (født 1801).
- 1910 - Robert Koch, tysk læge, bakteriolog og modtager af Nobelprisen i medicin (født 1843).
- 1936 - H.P. Hanssen, dansk politiker (født 1862).
- 1964 - Jawaharlal Nehru, indisk statsmand (født 1889).
- 1985 - Kai Lindberg, dansk politiker og minister (født 1899).
- 1987 - John Howard Northrop, amerikansk biokemiker og modtager af Nobelprisen i kemi (født 1891).
- 2000 - Inga Abel, tysk skuespillerinde (født 1946).
- 2024 - Bill Walton, amerikansk basketballspiller

|  | Denne datoartikel kan blive bedre, hvis der indsættes et (bedre) billede Du kan hjælpe ved at afsøge Wikimedia Commons for et passende billede eller uploade et godt billede til Wikimedia Commons iht. de tilladte licenser og indsætte det i artiklen. |